# Свидетельство частного пилота
Свидетельство частного пилота — документ, удостоверяющий право лица выполнять функции командира воздушного судна (ВС), не занятого в воздушных коммерческих перевозках. 
В зависимости от квалификационной отметки о виде ВС даёт право управлять самолётом, вертолётом или дирижаблем. За рубежом данный тип свидетельства именуется Лицензия частного пилота (англ. Private Pilot License (PPL)).

## Валидация в России
Свидетельство, полученное за рубежом для полётов требует прохождения дополнительной процедуры — придания силы (валидации), результатом которой является выдача удостоверения о придании силы зарубежному свидетельству на территории Российской Федерации.

## Получение свидетельства Частного пилота
Квалификационная отметка «самолёт»:
- Иметь налёт не менее 40 часов.
- Не менее 10 часов самостоятельного налёта.
- Не менее один часа налёта по приборам.
- пять часов самостоятельного налета по маршруту.
- три часа налёта ночью.

## Авиационный опыт для получения FAA PPL
Для получения лицензии FAA пилота-любителя (Private Pilot License) необходим следующий авиационный опыт и тренировки (по программе FAA):
- 40 часов общего налёта (total flight time);
- из них, 10 часов самостоятельного полёта (solo);
- из них, пять часов самостоятельного полёта между аэропортами с расстоянием более 50 миль (solo cross-country).
- три часа полёта с инструктором между аэропортами с расстоянием более 50 миль (dual cross-country)
- один теоретический экзамен (theory exam).

## Авиационный опыт для получения EASA PPL
Для получения лицензии пилота-любителя (Private Pilot License) необходим следующий авиационный опыт и тренировки (по программе EASA):
- 45 часов общего налёта (total flight time);
- из них, минимум 25 часов полёта с инструктором (dual instruction);
- из них, минимум 10 часов самостоятельного полёта (solo);
- из них, минимум 5 часов конвейера (touch and go);
- из них, минимум 5 часов самостоятельного полёта между аэропортами (solo cross-country).
- один полёт с общим расстоянием более 150 морских миль (270 км) с посадкой в двух отличных от аэропорта вылета аэродромах.
- 9 теоретических экзаменов (7 в Великобритании) (theory exam).
- 9 экзаменов включают в себя 120 вопросов.

## Авиационный опыт для получения CAAC PPL
Для получения лицензии пилота-любителя (Private Pilot License) необходим следующий авиационный опыт и тренировки (по программе CAAC):
- 40 часов общего налёта (total flight time);
- из них, 10 часов самостоятельного полёта (solo);
- из них, пять часов самостоятельного полёта ночью;
- из них, пять часов самостоятельного полёта между аэропортами с расстоянием более 50 миль (solo cross-country).
- три часа полёта с инструктором между аэропортами с расстоянием более 50 миль (dual cross-country).
- два теоретических экзамена (theory exam).